# تشارلز "بوبا" شاني
تشارلز «بوبا» شاني هو شخصية أعمال وسياسي أمريكي، ولد في 1 سبتمبر 1946. نشط حزبياً في الحزب الديمقراطي والحزب الجمهوري. وقد انتخب عضو مجلس نواب لويزيانا ‏.